# 昌江 (鄱江支流)
昌江是徽州和江西省的一条河流，注入鄱江。

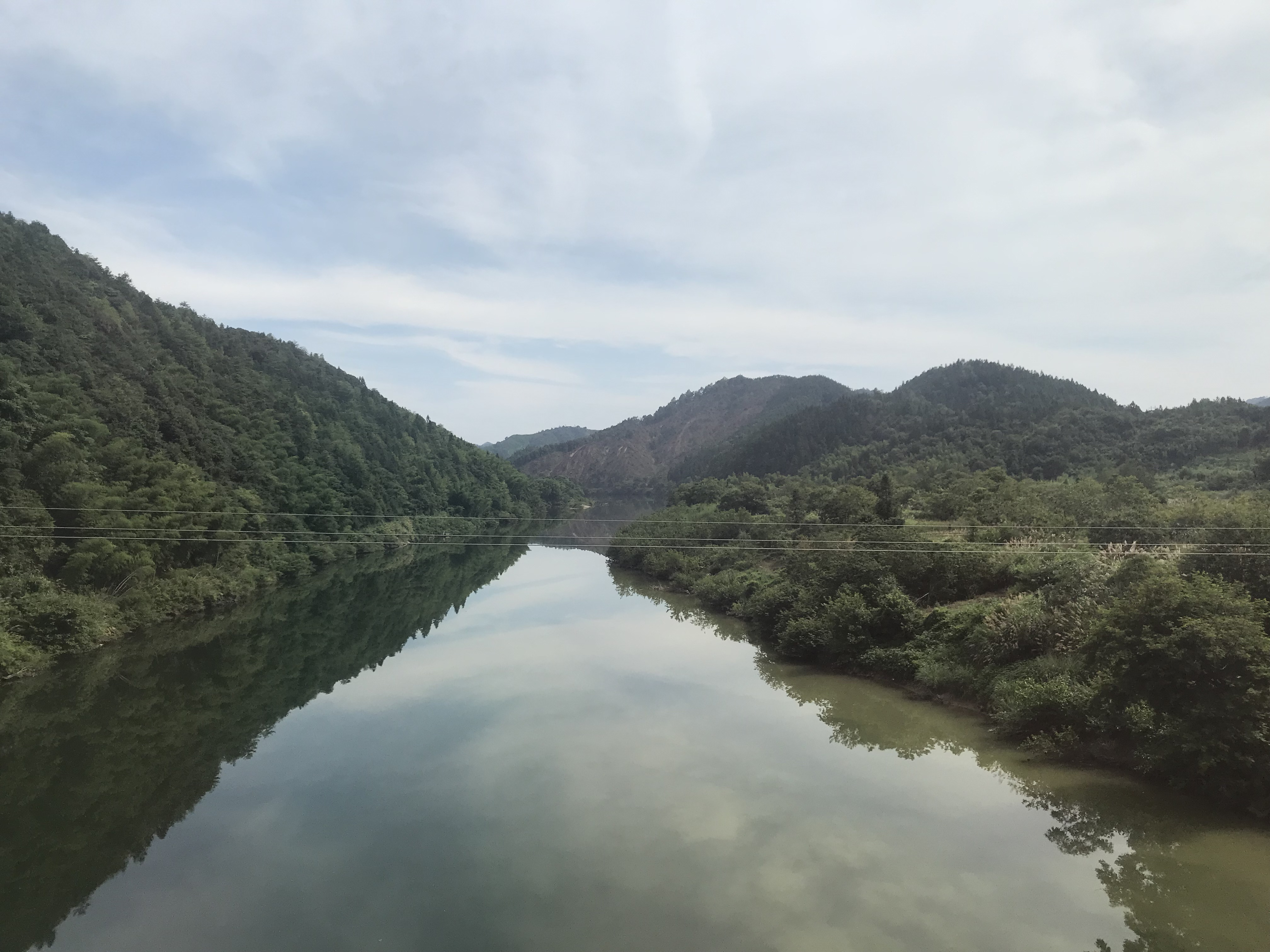
祁门县芦溪乡境内的昌江

昌江上游名为南宁河、阊江，发源于徽州祁门县东北部的大洪岭西南麓，先向南后折向西南，进入江西省境内流向西南流，始名昌江。先后流经浮梁县、景德镇市和鄱阳县，在鄱阳县姚公渡汇合乐安河，成为鄱江。
全长267公里，其中徽州境内长85公里。总流域面积7036平方公里。多年平均流量181立方米／秒。支流有沥水河、北河、东河、西河、南河和滨田水。